# Burg Hinterbüchelberg
Die unauffindbare Burg Hinterbüchelberg war eine kleine Befestigungsanlage bei Hinterbüchelberg, einem zur Stadt Murrhardt gehörenden Weiler im baden-württembergischen Rems-Murr-Kreis. Über die Geschichte der Anlage ist nichts bekannt.

## Lage und Geschichte

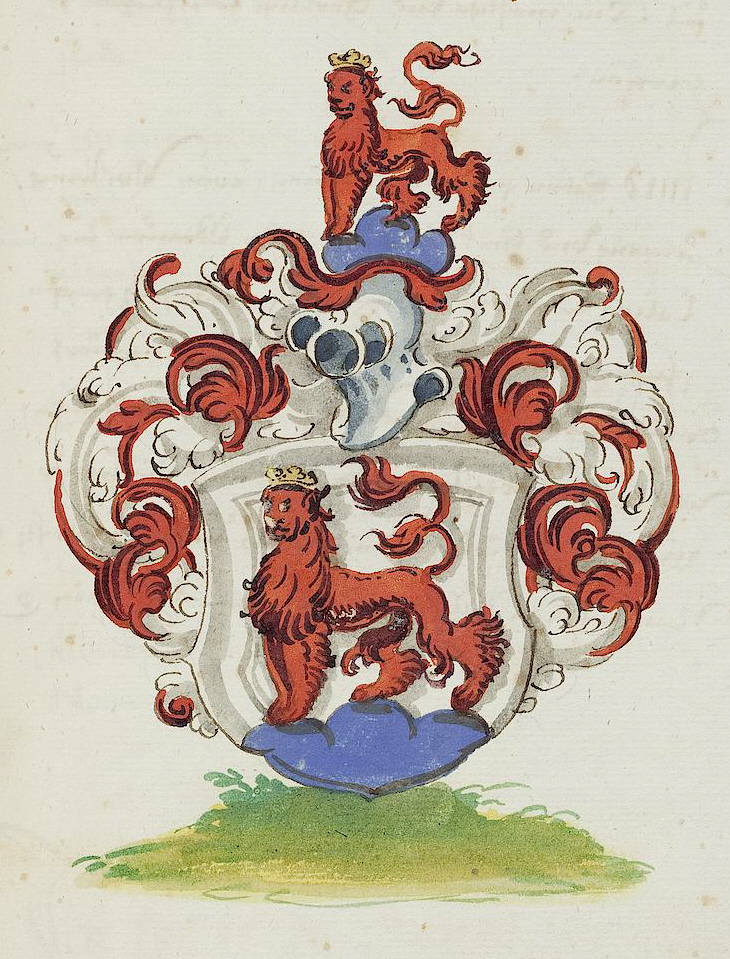
Wappen der Grafen von Löwenstein

Hinterbüchelberg liegt auf einer gerodeten Anhöhe zwischen Murrhardt und Oberrot. Die Burg soll auf dem höchsten Punkt der Hinterbüchelberger Markung gelegen haben (Flurname Bürgholz, 488 m über N.N.). Die Parzelle wird landwirtschaftlich genutzt. Nach Markus Braun sollen Hinterbüchelberger Landwirte an dieser Stelle sehr viele bearbeitete Steine gefunden haben. Es gibt auch eine alte mündliche Überlieferung, die von einer Burg an dieser Stelle berichtet. Ein Adelsgeschlecht kann der Burg allerdings nicht eindeutig zugeordnet werden.  
Im 14. Jahrhundert gehörte Hinterbüchelberg zur Grafschaft Löwenstein und war auch nach der Eroberung durch Württemberg lange Zeit eine Exklave des Amts Böhringsweiler im Murrhardter Gebiet. Möglicherweise wurde der Ort deshalb mit einer kleinen Burg versehen, welche jedoch früh abgegangen sein muss, da sich von ihr keine Urkunden erhalten haben. 